# Pamplemousse rouge de Luan Van
Espèce
Le pamplemousse rouge de Luan Van est un pamplemousse du nord du Viêt-Nam qui bénéficie d'une Indication géographie protégée qui couvre les communes de Thọ Xương et Xuân Bái, district de Thọ Xuân. C'est un fruit traditionnel à flavédo et à pulpe rouge, consommé et rituel lors de la fête du Têt. 

## Dénomination
En vietnamien Bưởi Luận Văn, Bưởi pamplemousse (C. maxima) et Luận Văn village de Luan Van, commune de Thọ Xương est parfois nommé Bưởi Tiến Vua. Bưởi dào = pamplemousse rouge.  
Il existe en Chine un pamplemousse également piriforme 三红柚 (Sān hóng yòu) = Trois fois rouge qui est rouge rosé en dehors et rouge en dedans, cultivé à Meizhou introduit en 2010 qui ne doit pas être confondu avec le cultivar vietnamien.  

## Description
L'IGP n°  00039 a été délivrée en avril 2014. L'EU-Vietnam Free Trade Agreement (EVFTA) prévoit la reconnaissance des IGP Vietnamiennes en EU (les IGP de pamplemousse autre que Luan Van sont Doan Hung, Phuc Trach, Tan Trieu et Binh Minh).   
Le fruit serait cultivé depuis le XVe siècle (Insurrection de Lam Sơn) on attribue au héros national du Viêt-Nam Lê Lợi d'avoir distingué le pamplemousse du village de village de Luan Van. Il est cultivé dans des sols alluvionnaires anciens et récents (sol rouge-jaune argileux ou alluvions) au pH nettement acide de 4,1 à 5,2. Le rendement moyen est 127 kg/arbre de plus de 8 ans. 
Le fruit subovale a un diamètre proche de 15 cm pour une hauteur de 16 à 17 cm, le poids moyen est 1 kg mais il peut atteindre 2,5 kg. Nombreuses graines. La coloration du fruit est due à une forte teneur en carotène 2,5 à 2,6 gm/100g. 

### Usages
Le fruit a une identité régionale forte, il est un cadeau typique pour les touristes. 

#### Fruit de table
Le pamplemousse de Luan Van a un arôme caractéristique qui est recherché par de nombreux amateurs, il est juteux, croquant, aigre-doux, et non amer. Le fruit se conserve jusqu'à 12 semaines.

#### Fruit rituel
La couleur rouge est réputée portée chance et apporter la prospérité, ce pamplemousse est donc un des 5 fruit du plateau dressé pour de la fête du Têt, le fruit vire du jaune à une couleur plus ou moins rougissante à partir d'octobre.  